# Бежів
Бежі́в — село в Україні, у Черняхівській селищній територіальній громаді Житомирського району Житомирської області. Кількість населення становить 489 осіб (2001). До 1923 року — центр Бежівської волості, у 1923—2020 роках — адміністративний центр колишньої однойменної сільської ради.

## Географія
Відстань до смт Черняхів — 10 км, залізничної станції Горбаші — 10 км.

## Населення
Станом на 1885 рік кількість мешканців становила 357 осіб, кількість дворів — 50.
Відповідно до результатів перепису населення Російської імперії 1897 року, загальна кількість мешканців села становила 548 осіб, з них: православних — 542, чоловіків — 263, жінок — 285.
В кінці 19 століття налічувалося 568 мешканців та 51 двір, у 1906 році чисельність населення становила 651 особу, дворів — 112.
Кількість населення, станом на 1923 рік, становила 930 осіб, кількість дворів — 85.
Станом на 1972 рік кількість населення становила 887 осіб, дворів — 359.
Відповідно до результатів перепису населення СРСР, кількість населення, станом на 12 січня 1989 року, становила 693 особи. Станом на 5 грудня 2001 року, відповідно до перепису населення України, кількість мешканців села становила 617 осіб.

## Історія
Неподалік села виявлено древнє городище. Згадується в скарзі поміщика Стефана Немирича від 14 січня 1611 року на Пашкевича, слугу князя Якима Корецького, про грабунок та напад на поміщика в Бежеві. У 1647 році бежівським маєтком володів поміщик Бенедикт Леміш, котрий згадується як головний жертводавець будівництва нової церкви. 29 грудня 1695 року дворянин Яків Леміш повідомляв про напад на село та пограбування будинку Лемеша козаками Семена Палія.
У 1750 році посесором частини села Бежів, що належало смоленському чашникові Ігнацієві Сковронському, був житомирський мечник Шимон Хойнацький. Згадується в люстрації Житомирського замку 1754 року, як село, що, разом з Федорівкою, належало Хойнацькому, сплачувало 3 злотих і 26,5 грошів до замку та 15 злотих і 16 грошів — до скарбу.
В другій половині 19 століття — село Бежівської волості Житомирського повіту, біля витоку Бистріївки, за 25 верст від Житомира, 10 верст — від найближчої поштової станції у Черняхові, 73 версти — від найближчої залізничної станції Бердичів. Власність поміщика Юлія Мочульського. Дерев'яну церкву збудовано близько 1647 року, в 1847 році її поставлено на кам'яний підмурівок, а 1953 року добудовано нову дзвіницю. До складу парафії входили села Головине, Киселівка, Малинівка, Сліпчиці та Федорівка. 15 жовтня 1885 року відкрито однокласне народне училище.
Станом на 1885 рік у колишньому власницькому селі, центрі Бежівської волості Житомирського повіту Волинської губернії була православна церква, вітряк.
У 1906 році — село Бежівської волості (7-го стану) Житомирського повіту Волинської губернії. Відстань до губернського та повітового центру, м. Житомир, становила 25 верст. Найближче поштово-телеграфне відділення розташовувалося у Черняхові.
1923 року увійшло до складу новоствореної Бежівської сільської ради, котра, 7 березня 1923 року, включена до складу новоутвореного Черняхівського району Житомирської (згодом — Волинська) округи; адміністративний центр ради. Відстань до районного центру, міст. Черняхів, становила 9 верст.
На фронтах Другої світової війни воювали 306 селян, з них 126 загинули, 180 нагороджені орденами і медалями. На їх честь встановлено два обеліски на братських могилах.
В радянські часи в селі розміщувалася центральна садиба колгоспу, котрий обробляв 1,7 тис. га угідь, з них 1,3 тис. га — ріллі. Напрямок господарства — льонарсько-картоплярський з розвинутим хмелярством та м'ясо-молочний. В селі були середня школа, дві бібліотеки, фельдшерсько-акушерський пункт, дві побутових майстерні, поштове відділення, три крамниці.
У 2020 році територію та населені пункти Бежівської сільської ради, відповідно до розпорядження Кабінету Міністрів України № 711-р від 12 червня 2020 року «Про визначення адміністративних центрів та затвердження територій територіальних громад Житомирської області», включено до складу Черняхівської селищної територіальної громади Житомирського району Житомирської області.

## Відомі люди
- Дашкевич Микола Павлович (1852—1908) — український літературознавець, історик, професор Київського університету, дійсний член Петербурзької Академії Наук.
- Підосичний Владислав Володимирович (1998—2022) — сержант Збройних сил України, учасник російсько-української війни.
- Слободенюк Пилип Аркадійович (1961—2014) — старший лейтенант Збройних сил України, учасник російсько-української війни.